# Anna-Margareta Peters
Anna-Margareta Peters (* 1939) ist eine ehemalige deutsche Botschafterin und Diplomatin.

## Leben
Peters studierte Politikwissenschaften und begann 1970 mit der Ausbildung für den Höheren Auswärtigen Dienst.

## Laufbahn
Die ersten Auslandseinsätze führten Peters an die deutschen Botschaften in Oslo (Norwegen), Lomé (Togo) und Buenos Aires (Argentinien). In Buenos Aires arbeitete sie zur Zeit der argentinischen Militärdiktatur. Zwischen den Auslandseinsätzen arbeitete sie in der Zentrale des Auswärtigen Amtes. Im Jahr 1988 wurde sie für zwei Jahre als Botschafterin nach Mogadischu (Somalia) entsandt. Dort war sie die letzte deutsche Botschafterin, da seit 1990 die konsularische Betreuung durch die deutsche Botschaft in Nairobi (Kenia) stattfindet. Zwischen 1989 und 1993 war Peters Protokollchefin des Landes Berlin und übernahm 1993 die Leitung des Referats der Personalabteilung. Unter Außenminister Joschka Fischer stieg sie zur Unterabteilungsleiterin Personal auf. Als Nachfolgerin von Harald Ganns wurde sie für ihre letzte Auslandsstation als Botschafterin nach Pretoria (Südafrika) entsandt, wo sie auch für die Königreiche Swasiland und Lesotho zuständig war.